# Paulinho da Costa

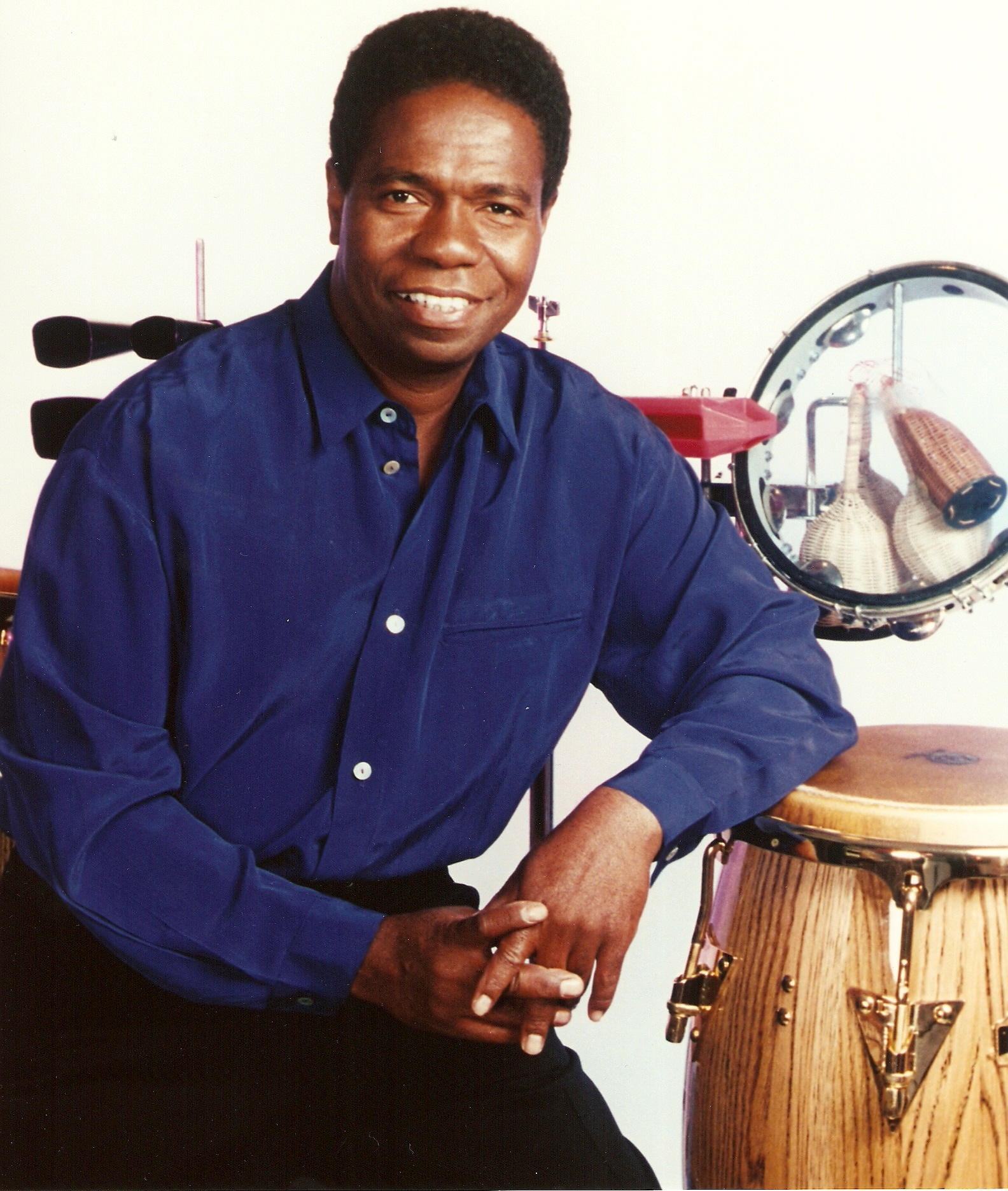
Paulinho da Costa

Paulinho da Costa (* 31. Mai 1948 in Rio de Janeiro/Brasilien) ist ein brasilianischer Perkussionist.

## Leben
Seine Liebe zur Perkussion entdeckte Paulinho da Costa bereits im Alter von fünf Jahren, indem er alles ausprobierte, womit man irgendwelche Rhythmen machen kann. Er beherrscht zahlreiche Perkussionsinstrumente. Schon als Junge trat er mit unterschiedlichen Bands auf reiste zu Konzerte in verschiedene Länder. Er siedelte 1972 in die USA über und seine damals neuen brasilianischen Rhythmen wurden positiv aufgenommen. Er ist hauptsächlich als Studiomusiker bei den verschiedensten Produktionen tätig.
Als Studiomusiker hat Paulinho da Costa für zahlreiche Größen der Musikszene gespielt, z. B. für Quincy Jones, Al Jarreau (All fly home, Tenderness),  Earth, Wind and Fire (I am, Faces) Marcus Miller, Andy Narell, Sting, Madonna, Michael Jackson (Off the Wall, Thriller, Invincible), Diana Krall (Live in Paris). Er war weiterhin bei der Produktion von Film-Soundtracks wie Die Farbe Lila, Saturday Night Fever und Footloose beteiligt.